# Cornelis Drebbel
Cornelis Drebbel (1572, Alkmaar – 7 novembre 1633, Londres) est un physicien, mécanicien, inventeur et graveur néerlandais, précepteur des enfants royaux d'Angleterre.

## Biographie
Cornelis Drebbel est né en 1572 à Alkmaar, en Hollande, aux Pays-Bas, dans une famille anabaptiste. Après quelques années à l'école latine d'Alkmaar, vers 1587, il fréquente l'Académie de Haarlem, également située en Hollande du Nord. Ses professeurs étaient Hendrik Goltzius, graveur, peintre, alchimiste et humaniste, Carel van Mander, peintre, écrivain, humaniste et Cornelis Corneliszoon. Drebbel devient un habile graveur sur cuivre et s'intéresse également à l'alchimie. 
En 1595, il épouse Sophia Jansdochter Goltzius, sœur cadette de Hendrick, et s'installe à Alkmaar. Ils ont au moins six enfants, dont quatre ont survécu. Drebbel travaille dans un premier temps comme peintre, graveur et cartographe. Mais il a un besoin constant d'argent en raison du style de vie prodigue de sa femme. En 1598, il obtient un brevet pour un système d'approvisionnement en eau et une sorte de mécanisme d'horlogerie perpétuel. En 1600, Drebbel se trouve à Middelbourg où il construit une fontaine à la Noorderpoort. Dans ce centre de fabrication de lunettes, il acquiert peut-être des connaissances dans l'art de meuler les lentilles.

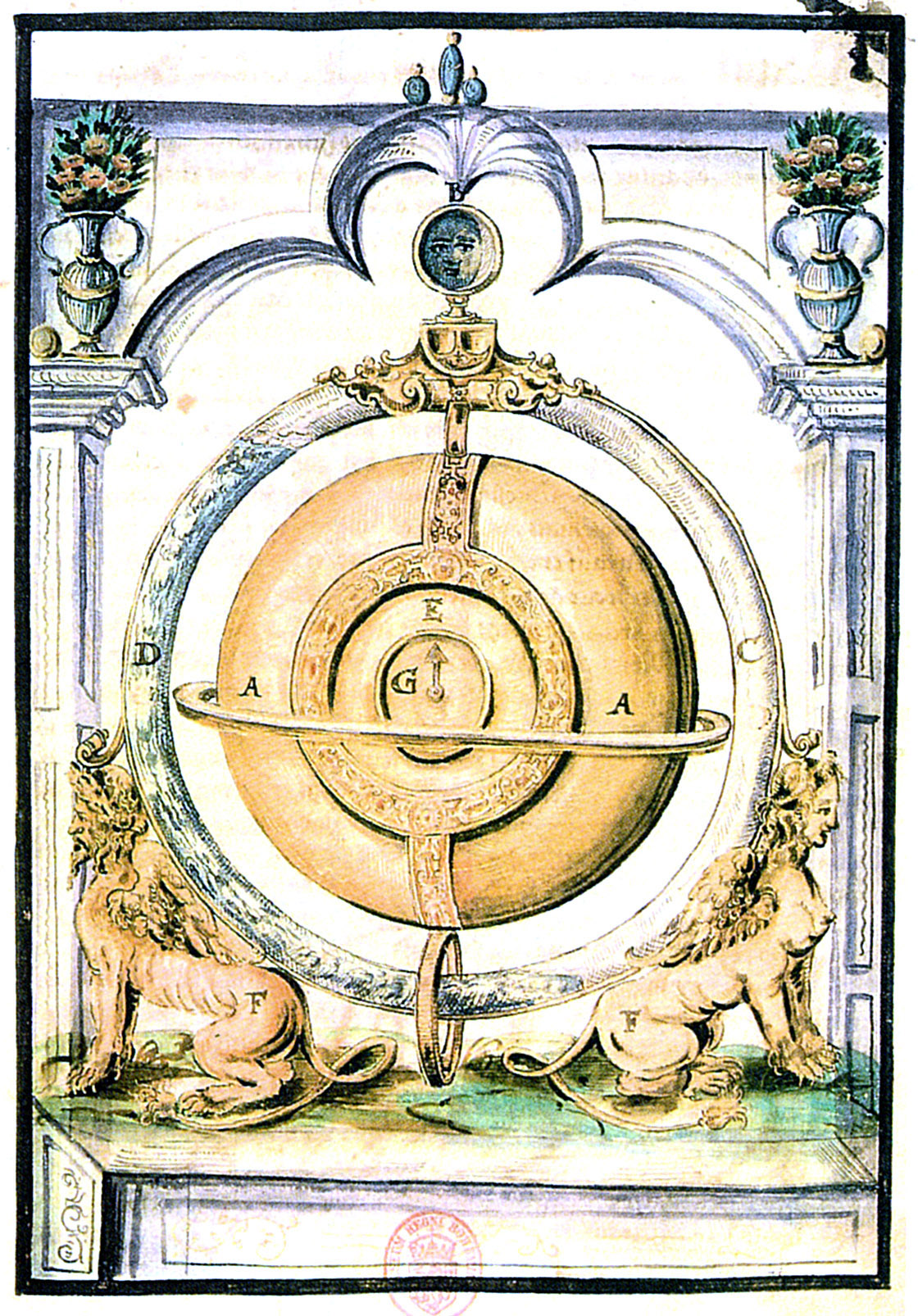
Perpetuum mobile de Drebbel.

Vers 1604, la famille Drebbel déménage en Angleterre, probablement à l'invitation du nouveau roi, Jacques Ier d'Angleterre (VIe d'Écosse). Il est hébergé au palais d'Eltham. Drebbel y travaille à la création de masques de théâtre, qui sont utilisés pour jouer pour la cour. Il est attaché à la cour du jeune prince héritier de la Renaissance, Henri. Il étonne la cour par ses inventions (un perpetuum mobile, des orgues automatiques et hydrauliques) et ses instruments d'optique.
Pendant la guerre de Trente Ans, les troupes de l'électeur palatin Frédéric V du Palatinat, gendre de Jacques Ier d'Angleterre, capturent Drebbel, alors précepteur des fils de l'empereur Ferdinand II du Saint-Empire et membre de son conseil privé.
Rendu à la liberté par l'intercession du roi d'Angleterre, il se fixe à Londres, où il termine ses jours.
Il passa de son temps pour un magicien ; il paraît avoir connu la fantasmagorie.

## Inventions et expériences
Durant l'été 1620, devant le roi Jacques Ier et son entourage, Drebbel parvient à refroidir l'air de Westminster Hall, alors la plus grande salle couverte du royaume : c'est la première fabrication de froid artificiel ; mais, n'ayant pas consigné par écrit son invention, Drebbel ne peut être reconnu comme l'inventeur de la climatisation.
Il invente, vers 1621, le thermomètre qui porte son nom : c'est un thermomètre à air, composé d'un vase plein d'air terminé par un tube contenant de l'eau : l'air, en se dilatant, déplace la colonne d'eau dans le tube. 

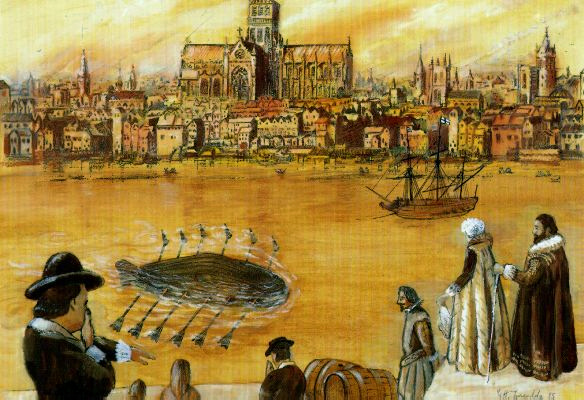
Essai de l'embarcation de Drebbel sur la Tamise.

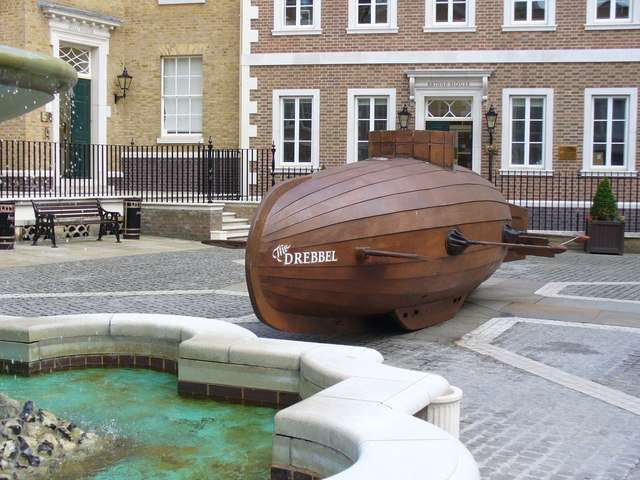
Reconstruction du sous-marin de Drebbel avec ses rames.

Entre 1620 et 1624, il effectue pour le compte du roi Jacques Ier plusieurs expériences avec des embarcations submersibles ou semi-submersibles dans la Tamise. Son prototype, ancêtre du sous-marin qui s'apparentait à une cloche de plongée pouvant naviguer, était équipé de six paires de rames. Alors que  la découverte de l'oxygène est généralement associée à Joseph Priestley en 1774, Drebbel décrit quasiment deux siècles plus tôt, dans son livre De la nature des éléments, la préparation d'oxygène par chauffage de salpêtre (chauffé à 336 °C, le salpêtre se décompose et libère de l'oxygène). L’alchimiste polonais Michael Sendivogius, qui décrivait avant Drebbel en 1604 le chauffage du salpêtre et expliquait avoir découvert l'élixir de la vie, pourrait avoir communiqué à Drebbel les résultats de ses recherches. En appliquant cette méthode, Drebbel réussit à « rafraîchir la partie vitale de l'air » et à rester sous l'eau pendant de plus longues périodes. En 1621, alors qu'il est au service de la Royal Navy, son sous-marin rempli d'oxygène est immergé dans la Tamise pendant trois heures avec douze hommes à bord,,.
En 1630, il met au point le procédé Drebbel de teinture rouge pour la laine.
On lui attribue, mais à tort, l'invention du microscope et du télescope.

## Œuvres
Drebbel a laissé deux ouvrages en néerlandais, qui ont été traduits en français sous le titre de Traités de la nature des éléments et de la quintessence (Paris, 1672).